# عصابة مخدرات

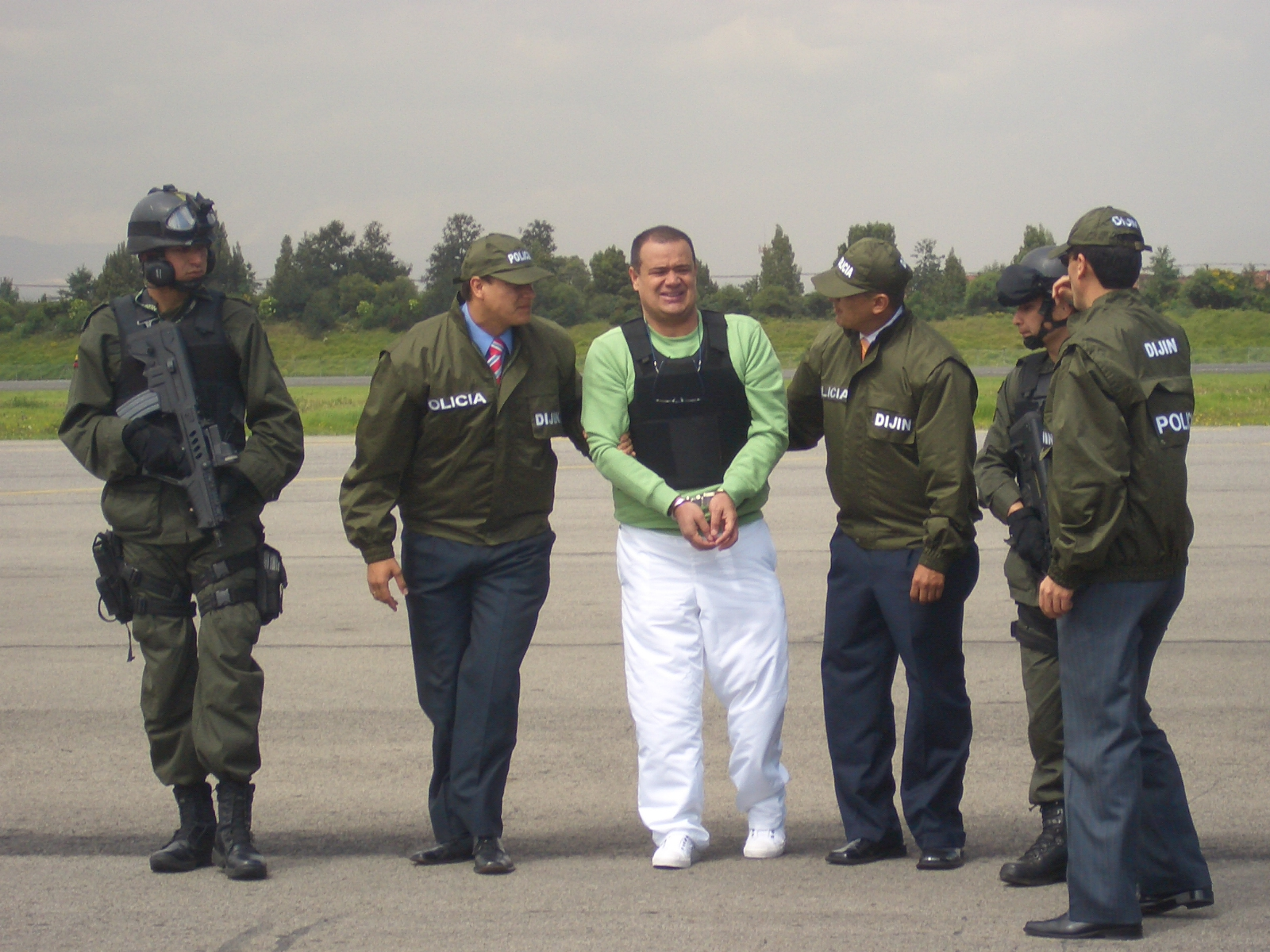
ألقت الشرطة الكولومبية القبض على لويس هيرناندو غوميز-بوستامانتي، أحد زعماء المخدرات، الذي سُلِّم من كولومبيا إلى الولايات المتحدة لمواجهة تهم إدارة شبكة إجرامية مستمرة واستيراد وتوزيع أكثر من 150 كيلوغرامًا من الكوكايين إلى الولايات المتحدة.

عصابة المخدرات هي منظمة إجرامية مكونة من تجار المخدرات المستقلين الذين يتواطؤون مع بعضهم البعض من أجل تحسين أرباحهم والسيطرة على تجارة المخدرات غير المشروعة . تتشكل عصابات المخدرات بهدف السيطرة على إمدادات تجارة المخدرات غير المشروعة والحفاظ على الأسعار عند مستوى مرتفع. تعد عصابات المخدرات أمرًا شائعًا في بلدان أمريكا اللاتينية. والتنافس بين عصابات المخدرات يؤدي إلى خوض حروب إقليمية ضد بعضها البعض.